# Slaget ved Appomattox Courthouse
Slaget ved Appomattoc Court House var det sidste slag, som general Robert E. Lees Army of Northern Virginia udkæmpede, før den overgav sig til unionshæren under general Ulysses S. Grant.

## Baggrund
Den 1. april 1865 omgik generalmajor Philip Sheridans kavaleri Lees flanke i Slaget ved Five Forks. Den næste dag opnåede Grants hær et afgørende gennembrud, som i praksis afsluttede belejringen af Petersburg. Lee opgav Petersburg og Richmond og søgte vestpå til Appomattox Station, hvor et forsyningstog ventede på ham. Derfra håbede han på at kunne fortsætte mod syd og forene sine styrker med general Joseph E. Johnstons hær i North Carolina.
Den 8. april opsnappede og afbrændte unionskavaleri under brigadegeneral George Armstrong Custer tre forsyningstog, som ventede på Lees hær. Nu var begge unionshærene Army of the Potomac og Army of the James på vej til Appomattox.

## Vejen til Appomattox
Da forsyningerne ved Appomattox var blevet ødelagt, vendte Lee opmærksomheden mod jernbanen ved Lynchburg, hvor yderligere forsyninger ventede på ham. Unionshæren nærmede sig, men det eneste, der var mellem ham og Lynchburg, var unionskavaleri og Lee håbede på at kunne bryde igennem det, før Unionens infanteri dukkede op.
Han sendte en meddelelse til Grant om, at han ikke lige nu ønskede at forhandle overgivelse, men var villig til at forhandle om hvorledes Grants overgivelsesbetingelser ville påvirke Konføderationen. Grant, som havde hovedpine, sagde: ’’Det lader til, at Lee stadig vil kæmpe’’
Unionens infanteri var tæt på, men den eneste enhed tæt nok på til at understøtte Sheridans kavaleri, var XXIV korps fra Army of the James. Dette korps marcherede 50 km på kun 21 timer for at nå frem. Generalmajor Edward Ord, som kommanderede Army of the James ankom sammen med XXIV korps omkring kl. 4, og med V korps tæt bagefter. Sheridan opstillede tre kavaleridivisioner langs en lav bakke sydvest for Appomattox Court House.

## Det sidste slag
Ved daggry den 9. april angreb Sydstaternes 2. korps under generalmajor John B. Gordon Sheridans kavaleri og tvang snart den første linje tilbage. Sydstaternes kavaleri under generalmajor Fitzhugh Lee bevægede sig rundt om unionshærens flanke. Den næste linje, som blev holdt af brigadegeneralerne Ranald S. Mackenzie og George Crook, faldt tilbage. Gordons tropper angreb gennem Unionens linjer og erobrede bakken, men da de nåede toppen, så de hele Unionens XXIV korps opstillet til kamp med V korps til højre for sig. Fitz Lees kavaleri så Unionshæren og trak sig straks tilbage, hvorefter de red af sted mod Lynchburg. Ords tropper begyndte at rykke frem mod Gordons korps, mens Unionens II korps begyndte at bevæge sig mod generalløjtnant James Longstreets korps mod nordøst. Oberst Charles Venable fra Lees stab kom til Gordon på dette tidspunkt og spurgte efter hans vurdering, og Gordon gav ham et svar, som han vidste, Lee ikke ønskede at høre: ’’Sig til general Lee, at jeg har kæmpet sammen med mit korps, så de er segnefærdige, og jeg er bange for, at jeg ikke kan gøre noget, hvis ikke jeg får kraftig forstærkning fra Longstreets korps’’ Efter at have hørt dette udtalte Lee endelig det uundgåelige: ’’Så er der ikke andet for mig at gøre end at gå og mødes med general Grant, og jeg ville hellere dø tusind gange’’.
Mange af Lees officerer, herunder Longstreet, var enige i, at overgivelse af hæren var den eneste mulighed. Den eneste nævneværdige undtagelse var Lees artillerichef, brigadegeneral Edward Porter Alexander, som spåede, at hvis Lee overgav sig, så ville alle andre sydstatshære følge efter.
Klokken 8.00 red Lee ud for at møde Grant, ledsaget af tre af sine hjælpere. Mens der fortsat lød geværild på Gordons front, og Unionens fortropper fortsat rykkede frem mod Longstreets front modtog Lee en meddelelse fra Grant. Efter flere timers udveksling af meddelelser blev en våbenhvile aftalt, og Grant modtog Lees anmodning om at diskutere overgivelsesbetingelser. Lees adjudant oberst Charles Marshall blev sendt ud for at finde et sted, hvor Grant og Lee kunne mødes og valgte Wilmer McLeans hus. Det var den samme mand, som blev tvunget til at udlåne sit hjem til general P.G.T. Beauregard under det Første slag ved Bull Run, krigens første store slag.

## Overgivelsen
Iført en pletfri uniform ventede Lee på, at Grant skulle komme. Grants hovedpine forsvandt, da han modtog Lees note. Han ankom i en beskidt uniform, som normalt blev brugt af de menige soldater, og kun hans skuldermærker angav hans rang. Pludselig overvældet af tungsind havde Grant svært ved at komme til sagen, og i stedet talte de to generaler kort om et tidligere møde under den Mexicansk-amerikanske krig. Lee bragte dem tilbage til det aktuelle emne, og Grant tilbød de samme rundhåndede betingelser som tidligere:
| Citat | I overensstemmelse med indholdet af mit brev til Dem fra den 8. ds. foreslår jeg at modtage overgivelsen af Army of N. Va. på følgende betingelser: En fortegnelse over alle officerer og mænd skal udformes i to eksemplarer. En kopi skal overgives til en af mig udpeget officer. Den anden beholdes af en officer udpeget af Dem. Officererne skal give deres æresord på ikke igen at gribe til våben mod De Forenede Staters regering, indtil de er udvekslet på regulær vis, og hver chef for et kompagni eller regiment skal underskrive en lignende erklæring for deres mænd. Våben, artilleri og offentlig ejendom skal parkeres og stables og overgives til den af mig udpegede officer. Dette omfatter ikke officerernes håndvåben, deres private heste og bagage. Når dette er sket, vil enhver officer og mand få lov til at vende tilbage til deres hjem og vil ikke blive generet af De Forenede Staters myndigheder, så længe de opfylder deres æresord og de love, som gælder dér, hvor de bor. | Citat |
|       | |       |

Udover disse betingelser tillod Grant også de slagne mænd at tage deres heste og muldyr med hjem, så de kunne gennemføre forårssåningen. Lee sagde, at det ville have en meget positiv effekt på mændene og betyde meget for at forlige landet. Da Lee forlod huset og red bort, begyndte Grants mænd at råbe hurra, men Grant beordrede dem til at stoppe. ’’Jeg gav straks besked om, at det skulle ophøre’’, sagde han. De konfødererede var nu vores fanger, og vi ønskede ikke at triumfere over deres undergang.

## Den formelle overgivelse af våben
Den 10. april, holdt Lee sin afskedstale til hæren. Den samme dag samledes en 6-mands kommission for at diskutere en formel overgivelsesceremoni, selv om ingen sydstatsofficer ønskede en sådan handling. Brigadegeneral Joshua L. Chamberlain var den unionsofficer, der blev udvalgt til at styre ceremonien, og han nedskrev senere om sine tanker om, hvad han oplevede den 12. april:
| „ | Den store betydning af denne begivenhed gjorde et dybt indtryk på mig. Jeg besluttede at markere den blot med en våbenhilsen. Jeg var godt klar over det ansvar, som jeg havde fået, og den kritik som ville følge, og intet af det kunne røre mig overhovedet. Handlingen kunne forsvares, om nødvendigt ved at sige, at saluteringen ikke drejede sig om den sag, som sydstatsflaget repræsenterede, men om dets nederlag overfor Unionens flag. Min væsentligste grund var imidlertid én, for hvilken jeg hverken søgte tilladelse eller tilgivelse. Foran os stod i stolt ydmygelse levendegørelsen af manddommen: mænd som ikke kunne bøjes af slid og afsavn, heller ikke af død, sygdom og håbløshed. Stående for os nu, tynde, udslidte og udsultede, men ranke og med øjne som så lige ind i vores, vækkende minder som bandt os sammen som intet andet bånd – skulle en sådan manddom ikke bydes velkommen tilbage i en union, som var prøvet og bekræftet? Instrukser var delt ud, og da de forreste i hver kolonne kom forbi vores gruppe, lød der et hornsignal, og straks gav hele vores linje fra højre til venstre, regiment for regiment efter hinanden, soldatens salut fra nye sabler og gamle kårder. Gordon forrest i kolonnen med tungt sind og nedtrykt ansigt hører lyden af våben i bevægelse, ser op, forstår meningen, drejer perfekt rundt og gør sig selv og sin hest til en opløftet figur med dyb hilsen, da han sænker spidsen af sit sværd til sin støvlesnude, hvorefter han vender sig mod sin egen styrke og giver befaling til sine efterfølgende brigader om at passere os på samme måde ifølge manualen – honnør besvarer honnør. Fra vores side ikke et yderligere trompetsignal eller en trommehvirvel, ikke et råb eller et ord eller blot en hvisken af triumf, ingen bevægelse af mænd som igen stod ret, men i stedet en respektfuld stilhed og tilbageholdt åndedrag, som om det var de døde, der passerede forbi! | “ |
|   | — Joshua L. Chamberlain, Passing of the Armies, pp. 260-61 |   |

Denne dag passerede 27.805 sydstatssoldater forbi og stablede deres våben.

## Efterfølgende
Rundt regnet 175.000 sydstatssoldater var stadig under våben ud over landet. Som Porter Alexander havde forudset, var det kun et spørgsmål om tid, før de øvrige sydstatshære begyndte at overgive sig. Da nyheden om Lees overgivelse spredte sig, erkendte andre sydstatsgeneraler, at Konføderationen var så godt som død, og besluttede selv at nedlægge våbnene. Joseph E. Johnstons hær i North Carolina, som Lee havde håbet på at kunne forene sig med, overgav sig til generalmajor William T. Sherman den 26. april. General Edmund Kirby Smith overgav hæren vest for Mississippi i maj og brigadegeneral Stand Watie overgav den sidste større styrke den 23. juni.
Der var en række små slag efter overgivelsen, og slaget ved Palmito Ranch er almindelig kendt som Konføderationens sidste militære aktion.
Lee glemte aldrig Grants storsindethed under overgivelsen, og i resten af sit liv ville han ikke tolerere, at der blev talt uvenligt om Grant i hans nærvær. Ligeledes værdsatte general Gordon Chamberlains simple handling med at salutere den slagne hær og kaldte Chamberlain et eksempel på ’’den reneste blandt riddere’’.

## Notes
1. 1 2  Salmon, p. 492.
2. ↑  Korn, p. 137.

## Yderligere læsning
- Marvel, William, A Place Called Appomattox, University of North Carolina Press, 1999.
- Det originale overgivelsesdokument ved Appomattox Virginia April 10, 1865